# Gata de noche
Gata de Noche es el décimo álbum grabado por la banda argentina de rock Vox Dei, editado en 1978, trabajo marcado por el regreso de Ricardo Soulé al grupo, quién se había alejado en 1974.
A principios de 1978, el guitarrista Ricardo Soulé volvió con Vox Dei, debido a la falta de éxito de su álbum solista Vuelta a casa. Fue el único disco de la banda grabado para Polydor, y el último de la primera era de Vox Dei, antes de su separación en 1981.
Además, en este disco el bajista Willy Quiroga comienza a tocar el piano, lo cual haría en las siguientes grabaciones de la banda. Durante la gira, "Mono" López acompañó al grupo como bajista adicional.
En 1980 los músicos tenían preparado otro proyecto, llamado "El Cid Campeador según Vox Dei", una obra conceptual en seis movimientos basada en dicho personaje histórico.
Este material fue presentado en vivo, pero Polydor se negó a apoyar el proyecto, el cual fue archivado por el grupo. En 1982, Soulé utilizó ideas de "El Cid" para su segundo álbum solista Romances de Gesta.
En 2023 se reedita el disco bajo una coproducción de La Rompe Records y Fonocal, se publica en formato CD y vinilo remasterizado desde las cintas originales con supervisión de Willy Quiroga

## Canciones
1. "Gata de Noche" - 3:38 (Ricardo Soulé)
2. "Al Rey, a Mí y a Vos" - 3:45 (Ricardo Soulé)
3. "Puedes Pensar lo que Quieras de Mí" - 5:36 (Ricardo Soulé)
4. "Piénsalo Antes de Hablar" - 2:55 (Ricardo Soulé)
5. "El Espejo de tu Cuarto" - 4:18 (Ricardo Soulé)
6. "Mis Botas de Rock" - 3:16 (Ricardo Soulé)
7. "Cómo es el Martillo que Quisieras Tener" - 3:14 (Ricardo Soulé)
8. "No Dejaré que Viva en Mí" (Willy Quiroga) - 5:36
9. "Fantasmas en Mi Cabeza" (Rubén Basoalto, Willy Quiroga) - 3:43
10. "Los Nervios y las Luces" (Willy Quiroga) - 3:09

## Créditos
Músicos
- Willy Quiroga - Voz, bajo y piano eléctrico en "No Dejaré que Viva en Mí".
- Rubén Basoalto - Batería, voz en "Fantasmas en Mi Cabeza".
- Ricardo Soulé - Voz, guitarra eléctrica y armónica.

Invitados
- Oscar "Mono" López - Bajo en "No Dejaré que Viva en Mí".

## Producción
- Nestor Rama - Productor.
- Alberto R. Videla - Técnico de grabación.